# Nello Santi
Nello Santi (ur. 22 września 1931 w Adrii, zm. 6 lutego 2020 w Zurychu) – włoski dyrygent.
Jeden z największych znawców repertuaru Verdiego i Pucciniego. Nazywany „Papa Santi”. Studiował w Padwie kompozycję i śpiew. Zadebiutował w 1951 operą G. Verdiego Rigoletto w teatrze Verdiego w Padwie. W latach 1958–1969 był dyrektorem Opery w Zurychu. Nello Santi większość oper dyrygował z pamięci znając partyturę i teksty przeważnie bezbłędnie. Jest znany z tego, że dyrygując spektakle równocześnie dośpiewywał swoim charakterystycznym głosem tenorowym.